# Енергетична фотометрична величина
Енергетична фотометрична величина — фотометрична величина, що кількісно виражається в одиницях енергії або потужності і похідних від них. Енергетичні величини характеризують світло безвідносно до властивостей людського зору.
Енергетичні фотометричні величини позначають підрядковим індексом «e», наприклад, Xe.
Спектральна густина енергетичної фотометричної величини {\displaystyle X_{e}} — відношення величини {\displaystyle dX_{e}(\lambda ),} що припадає на малий інтервал довжин хвиль {\displaystyle d\lambda ,} розташований між {\displaystyle \lambda } і {\displaystyle \lambda +d\lambda ,}, до ширини цього інтервалу:
{\displaystyle X_{e,\lambda }={\frac {dX_{e}(\lambda )}{d\lambda }}.}
Позначенням спектральної густини величини служить буква, що позначає відповідну величину, з підрядковим індексом, що вказує спектральну координату. Останньою можуть виступати не тільки довжина хвилі, але й частота, енергія кванта світла, хвильове число та інші.
Кожній енергетичній величині відповідає аналог —  світлова фотометрична величина. Світлові величини відрізняються від енергетичних тим, що характеризують світло з урахуванням його здатності викликати у людини зорові відчуття.
Відомості про основні енергетичні фотометричні величини наведено в таблиці.

## Енергетичні фотометричні величини
Енергетичні фотометричні величини описують енергетичні параметри оптичного випромінювання. Далі наведено список основних енергетичних фотометричних величин з позначеннями за ГОСТ 26148-84 і одиницями вимірювання Міжнародної системи одиниць (SI).
| Назва (синонім)                             | Позначення                                   | Визначення                                                                          | Одиниця вимірювання | Світловий аналог                      |
| ------------------------------------------- | -------------------------------------------- | ----------------------------------------------------------------------------------- | ------------------- | ------------------------------------- |
| Енергія випромінювання (промениста енергія) | {\displaystyle Q_{e}} або {\displaystyle W}  | Енергія, що переноситься випромінюванням                                            | Дж                  | Світлова енергія                      |
| Потік випромінювання (променистий потік)    | {\displaystyle \Phi }e або {\displaystyle P} | {\displaystyle \Phi _{e}={\frac {dQ_{e}}{dt}}}                                      | Вт                  | Світловий потік                       |
| Сила випромінення (енергетична сила світла) | {\displaystyle I_{e}}                        | {\displaystyle I_{e}={\frac {d\Phi _{e}}{d\Omega }}}                                | Вт·ср−1             | Сила світла                           |
| Об'ємна густина енергії випромінювання      | {\displaystyle U_{e}}                        | {\displaystyle U_{e}={\frac {dQ_{e}}{dV}}}                                          | Дж·м−3              | Об'ємна густина світлової енергії     |
| Енергетична світність                       | {\displaystyle M_{e}}                        | {\displaystyle M_{e}={\frac {d\Phi _{e}}{dS_{1}}}}                                  | Вт·м−2              | Світність                             |
| Енергетична яскравість                      | {\displaystyle L_{e}}                        | {\displaystyle L_{e}={\frac {d^{2}\Phi _{e}}{d\Omega \,dS_{1}\,\cos \varepsilon }}} | Вт·м−2·ср−1         | Яскравість                            |
| Інтегральна енергетична яскравість          | {\displaystyle \Lambda _{e}}                 | {\displaystyle \Lambda _{e}=\int _{0}^{t}L_{e}(t')dt'}                              | Дж·м−2·ср−1         | Інтегральна яскравість                |
| Опроміненість (енергетична освітленість)    | {\displaystyle E_{e}}                        | {\displaystyle E_{e}={\frac {d\Phi _{e}}{dS_{2}}}}                                  | Вт·м−2              | Освітленість                          |
| Енергетична експозиція                      | {\displaystyle H_{e}}                        | {\displaystyle H_{e}={\frac {dQ_{e}}{dS_{2}}}}                                      | Дж·м−2              | Світлова експозиція                   |
| Спектральна густина енергії випромінювання  | {\displaystyle Q_{e,\lambda }}               | {\displaystyle Q_{e,\lambda }={\frac {dQ_{e}}{d\lambda }}}                          | Дж·м−1              | Спектральна густина світлової енергії |

Тут {\displaystyle dS_{1}} — площа елемента поверхні джерела,
{\displaystyle dS_{2}} — площа елемента поверхні приймача,
{\displaystyle \varepsilon } — кут між нормаллю до елемента поверхні джерела і напрямом спостереження.